# Wierchnieje Ufinje
Wierchnieje Ufinje (ros. Верхнее Уфинье) – wieś (ros. деревня, trb. dieriewnia) w zachodniej Rosji, w osiedlu wiejskim Chochłowskoje rejonu smoleńskiego w obwodzie smoleńskim.

## Geografia
Miejscowość położona jest nad rzeką Ufinja, przy drodze federalnej R135 (Smoleńsk – Krasnyj – Gusino), 10 km od drogi federalnej R120 (Orzeł – Briańsk – Smoleńsk – Witebsk), 17,5 km od drogi magistralnej M1 «Białoruś», 4 km od centrum administracyjnego osiedla wiejskiego (Chochłowo), 20,5 km od Smoleńska, 11,5 km od najbliższej stacji kolejowej (Gniezdowo).

## Demografia
W 2010 r. miejscowość zamieszkiwało 13 osób.